# دنغة خدايار (مقاطعة دالاهو)
دنغة خدايار (بالفارسية: دنگه خدایار) هي قرية تقع في كرمانشاه في إيران. يقدر عدد سكانها بـ 42 نسمة بحسب إحصاء 2016.